# Martin Legner
Martin Legner (sinh ngày 17 tháng 12 năm 1961 ở Tyrol, Áo) là một vận động viên quần vợt xe lăn chuyên nghiệp đã từng là hạt giống số 1 ở đôi nam. Legner đã giành được chức vô địch Úc mở rộng hai lần với Robin Ammerlaan vào năm 2000, và đã giành được tám danh hiệu đôi. Sáu trong số đó là danh hiệu Úc mở rộng, còn lại là hai danh hiệu Pháp mở rộng. Anh đã giành được một danh hiệu Pháp mở rộng và Úc mở rộng ở đơn nam. Anh đã đại diện cho đất nước Áo của mình trong tất cả kì đại hội Paralympic mùa hè từ năm 1992, và đã cạnh tranh huy chương ở nội dung đơn và đôi tại đó. Mặt sân yêu thích của anh là sân đất nện và sân cứng. Vào ngày 7 tháng 4 năm 2007, thứ hạng cao nhất của anh ở đơn là số 3. Cũng trong ngày đó, anh xếp hạng thứ 6 ở đơn và đôi. Xe lăn của anh được sản xuất từ Kronbickler. Legner là một fan của Bob Marley, và nghe âm nhạc của anh ấy ngoại trừ trong quần vợt.

## Danh hiệu Grand Slam

### Đơn
- Giải quần vợt Úc Mở rộng 2005
- Giải quần vợt Pháp Mở rộng 1998

### Đôi
- Giải quần vợt Úc Mở rộng 2006 (với Ammerlaan)
- Giải quần vợt Úc Mở rộng 2005 (với Ammerlaan)
- Giải quần vợt Úc Mở rộng 2004 (với Ammerlaan)
- Giải quần vợt Pháp Mở rộng 2003 (với Saida)
- Giải quần vợt Úc Mở rộng 2003 (với Ammerlaan)
- Giải quần vợt Pháp Mở rộng 2002 (với Saida)
- Giải quần vợt Úc Mở rộng 2002 (với Saida)
- Giải quần vợt Úc Mở rộng 1999 (với Mistry)